# Prosopocera gahani
Prosopocera gahani là một loài bọ cánh cứng trong họ Cerambycidae.